# Аютия (государство)

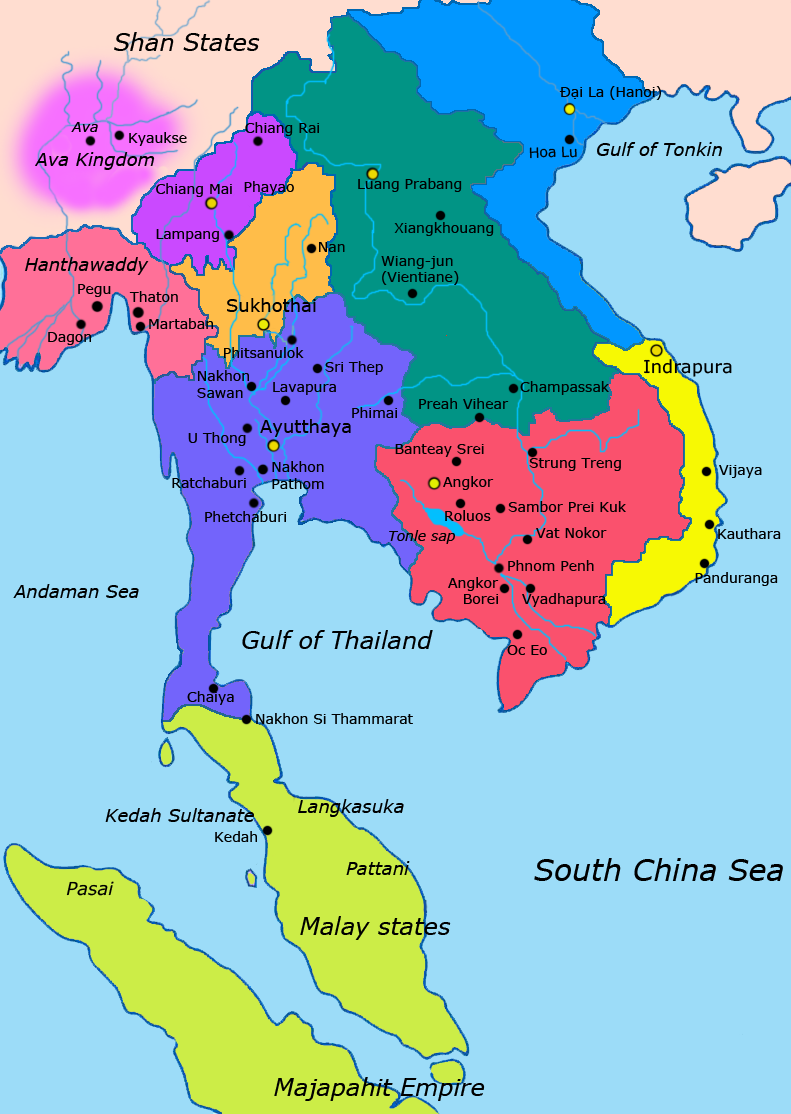
Юго-Восточная Азия в 1400 году
Темно-зелёный: Лансанг
Пурпурный: Ланна
Оранжевый: Сукхотаи
Фиолетовый: Аютия
Красный: Кхмерская империя
Жёлтый: Чампа
Голубой: Дай-Вьет

Аю́тия (тайск. อาณาจักรอยุธยา) — тайское государство, существовавшее с 1351 по 1767 годы. Название Аютия (Аюттхая) происходит из языка санскрит. Айодхьей называлась столица древнеиндийского государства Кошала, родины бога Рамы, описанного в поэме «Рамаяна».

## XIV—XV века
Государство Аютия развилось из небольшого политического образования в долине Менама. Это было буддийское государство, но правление в нём осуществлялось по индуистско-махаянистскому прототипу (как в Кхмерской империи), то есть правитель считался девараджей, а администрация была бюрократической.

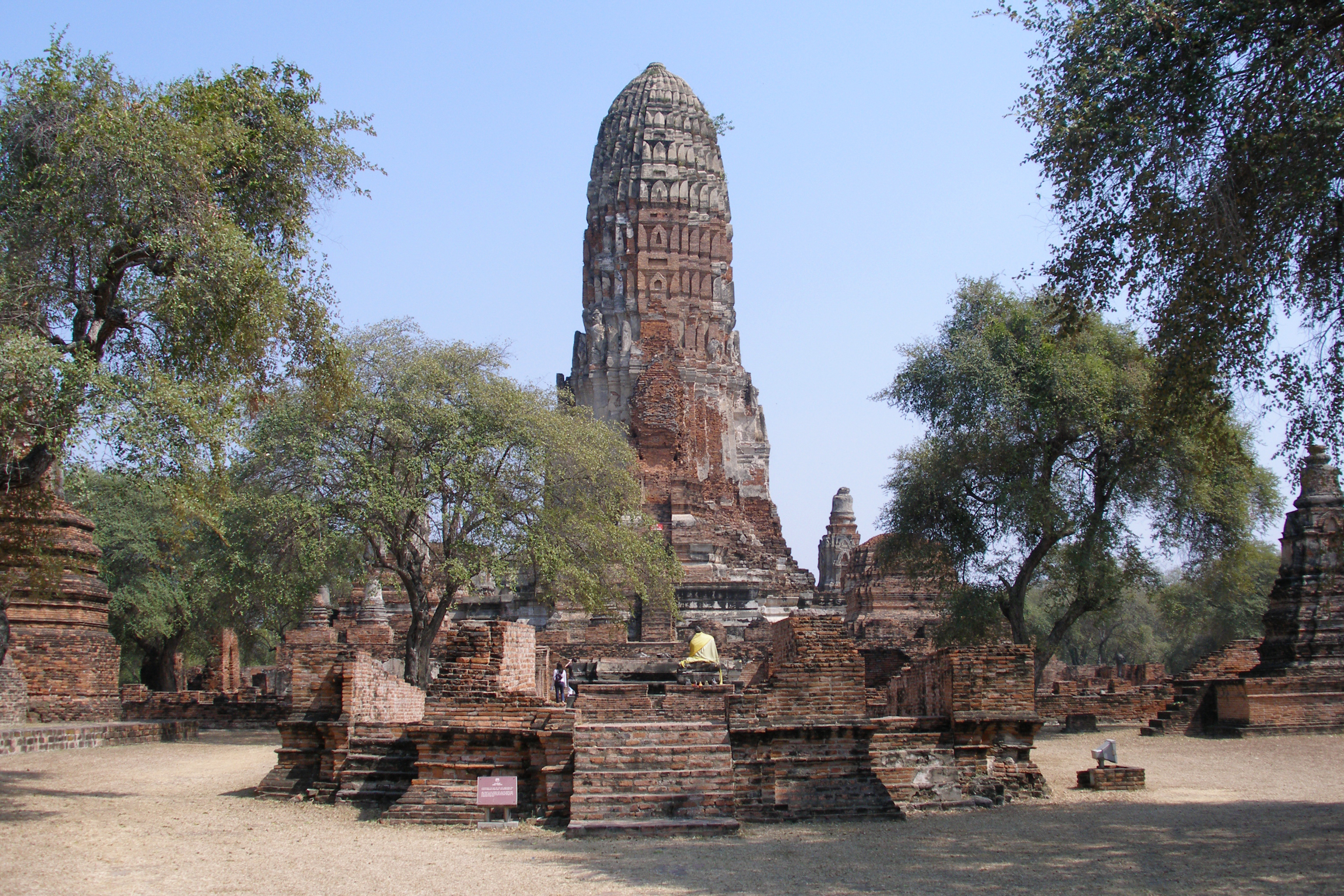
Архитектура столицы Аютии — Аютии.

Тайцы были здесь пришлым населением, раньше них здесь оказались моны.
Правители активно занимались законотворчеством. В 1355 году было введено суровое наказание за кражу рабов и увод свободных земледельцев. В 1360 году Раматхибоди I объявил всю землю в Аютии принадлежащей правителю. Налог устанавливался в размере десятой доли урожая. В 1376 году было введено деление земледельческого населения на правых (военнообязанных) и левых (гражданских). Молодёжь проходила профподготовку по военной или строительной специальности в отрядах (му), которые объединялись в батальоны (конг) и полки (кром). Первый, третий и другие нечётные сыновья приписывались в му со стороны матери, а второй, четвёртый и другие чётные — отца. Фискальной единицей было рисовое поле (на). Принадлежность людей к социальной категории определялась «разрешением» от правителя на исполнение какой-либо работы.

Архитектура столицы Аютии — Аютии.

В 1378 году царство Сукхотаи стало вассалом Аютии.
При Боромотрайлоканате (1448—1488) была создана семиранговая иерархическая система «сактина». Другой системой, определявшей жизнь в государстве, был патронаж: житель деревни, обязанный выполнением государственных работ, выбирал себе патрона из должностных лиц.
Социальная структура общества Аютии была следующей: к знати относилась наследственная аристократия (семья правителя), также к господствующему классу относились столичная (трактун) и служилая (куннанг) знать, верхний слой крестьян. Основная масса земледельческого населения (прай) сохраняла свободу. Существовали рабы, они могли принадлежать светским лицам (даса) и монастырям (кха, пхра).
В отличие от Дваравати в Аютии одноимённая столица была не только политическим, но и экономическим и военным ядром государства. Другими крупными городами были Лопбури, Супанбури, Пра Патом, Након Найок.
Что касается международных отношений, то важным партнёром Аютии была китайская империя Мин. Аютия неоднократно посещалась китайскими делегациями (в том числе и отдельными эскадрами флота Чжэн Хэ), и посылала своих послов с данью к минскому трону в Нанкине и Пекине.
В начале XV века Аютия проявляла интерес к Малайскому полуострову, но крупные торговые порты Малаккского султаната оспаривали ее притязания на суверенитет. Аютия предприняла несколько неудачных завоеваний против Малакки, которая была дипломатически и экономически укреплена военной поддержкой Минского Китая . В начале XV века минский адмирал Чжэн Хэ основал оперативную базу в портовом городе, сделав его стратегической позицией, которую китайцы не могли позволить себе потерять сиамцам. Под этой защитой Малакка процветала, став одним из главных врагов Аютии вплоть до захвата Малакки португальцами.
В 1438 году государство Сукхотаи окончательно вошло в состав Аютии. Значительным этапом была борьба с государством Чиенгмай, ради которой Боромотрайлоканат на 25 лет перенёс столицу в Питсанулок (1463—1488).

## XVI—XVII века

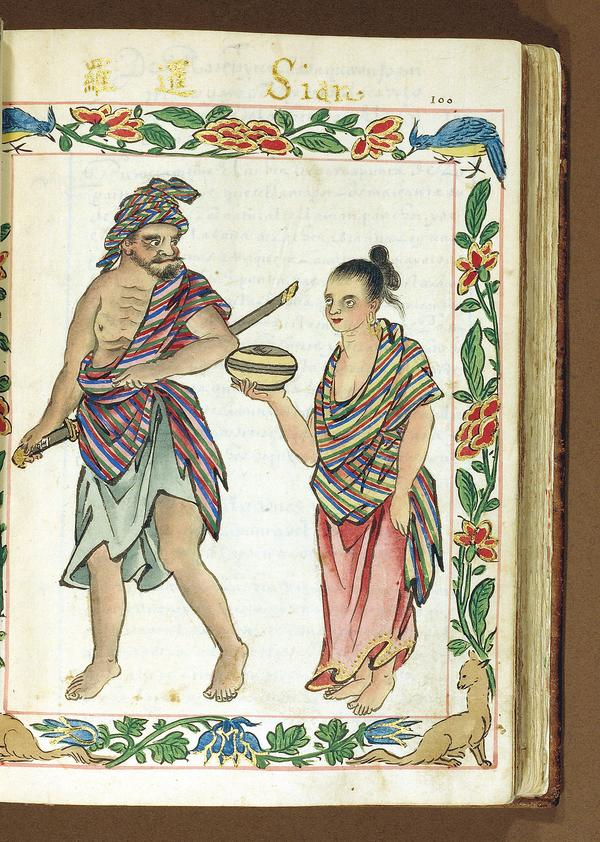
Знатный сиамец с женой. Миниатюра «Кодекса [Чарльза] Боксера» (1590)

Раматхибоди II (1491—1529) подписал первый торговый договор с европейской державой — Португалией, которой было предоставлено право свободной торговли и привилегии на побережье Бенгальского залива (Тенассерим и Мергуи). Первым из европейцев, установившим дипломатические отношения с государством Аютия, в 1511 году стал португальский путешественник Дуарте Фернандес.

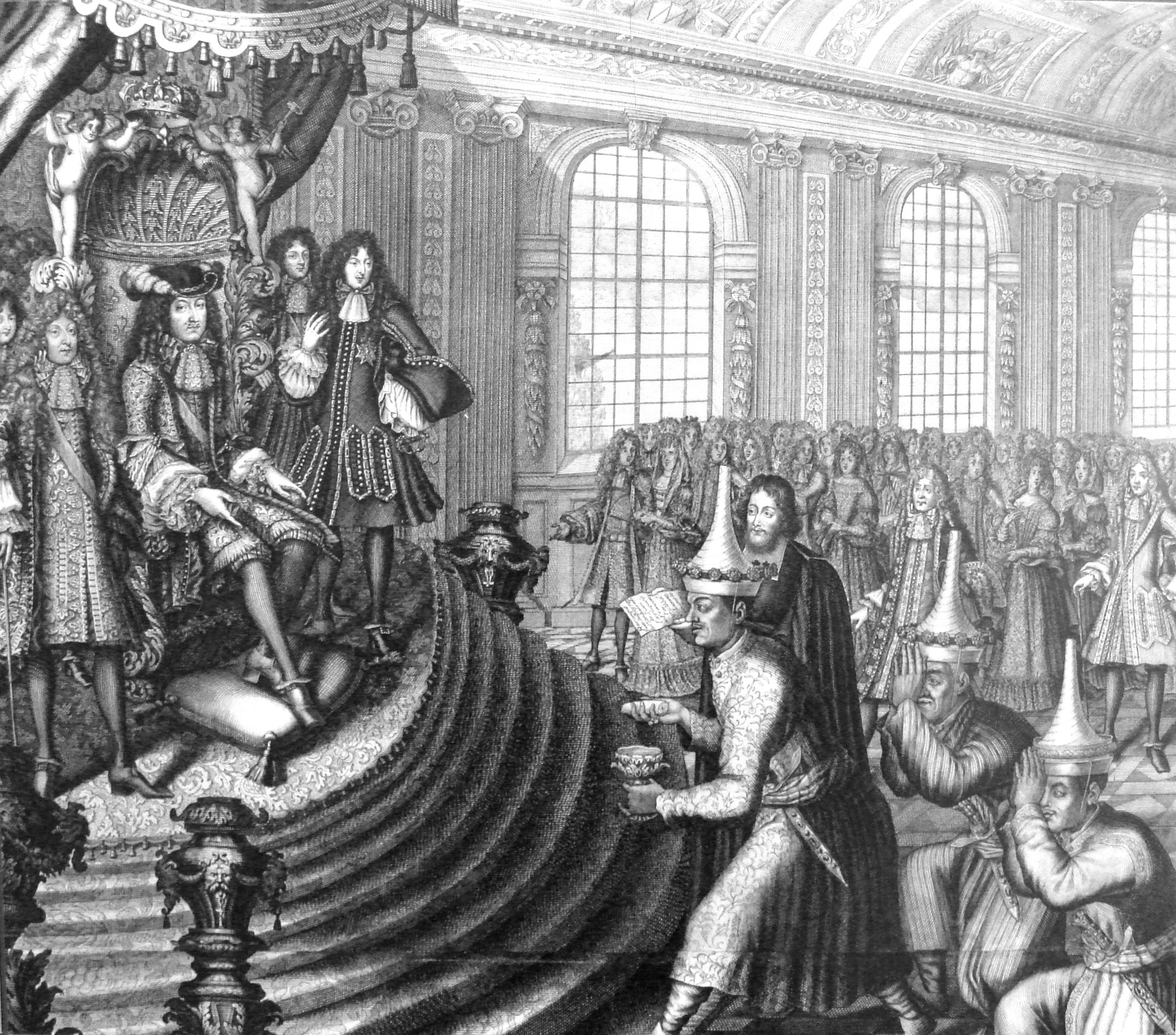
Сиамское посольство 1686 года к Людовику XIV

В Аютии была открыта христианская миссия и построена церковь. Португальцы выступали как советники в войске Аютии, у них было приобретены огнестрельное оружие и навыки литья пушек.
Тогда же в Аютии появляется государственная монета — тикаль. На экспорт шли олово, свинец, древесина, слоновая кость и шкуры диких животных.
При Раматхибоди II были проведены военные реформы: мужское население деревень околостоличных провинций от 18 до 60 лет было поделено на два разряда: от 18 до 20 лет (прай сом) и старше 20 (прай лунг). Их имена заносились в государственный реестр. Первые проходили профподготовку в «домах» должностных лиц, которые могли стать их патронами, хотя чаще всего прай сомы становились прай лунгами. Последние до 50 лет выполняли шестимесячные безвозмездные работы на государство.
Несмотря на расширение сферы частноправовых отношений, контроль над трудовыми ресурсами деревень сохраняло государство. Органами управления являлись шесть ведомств (кромы):
- дворца
- южных провинций и «правой» части населения
- регистрации прай Карта XVII века столицы Аютии — Аютии.

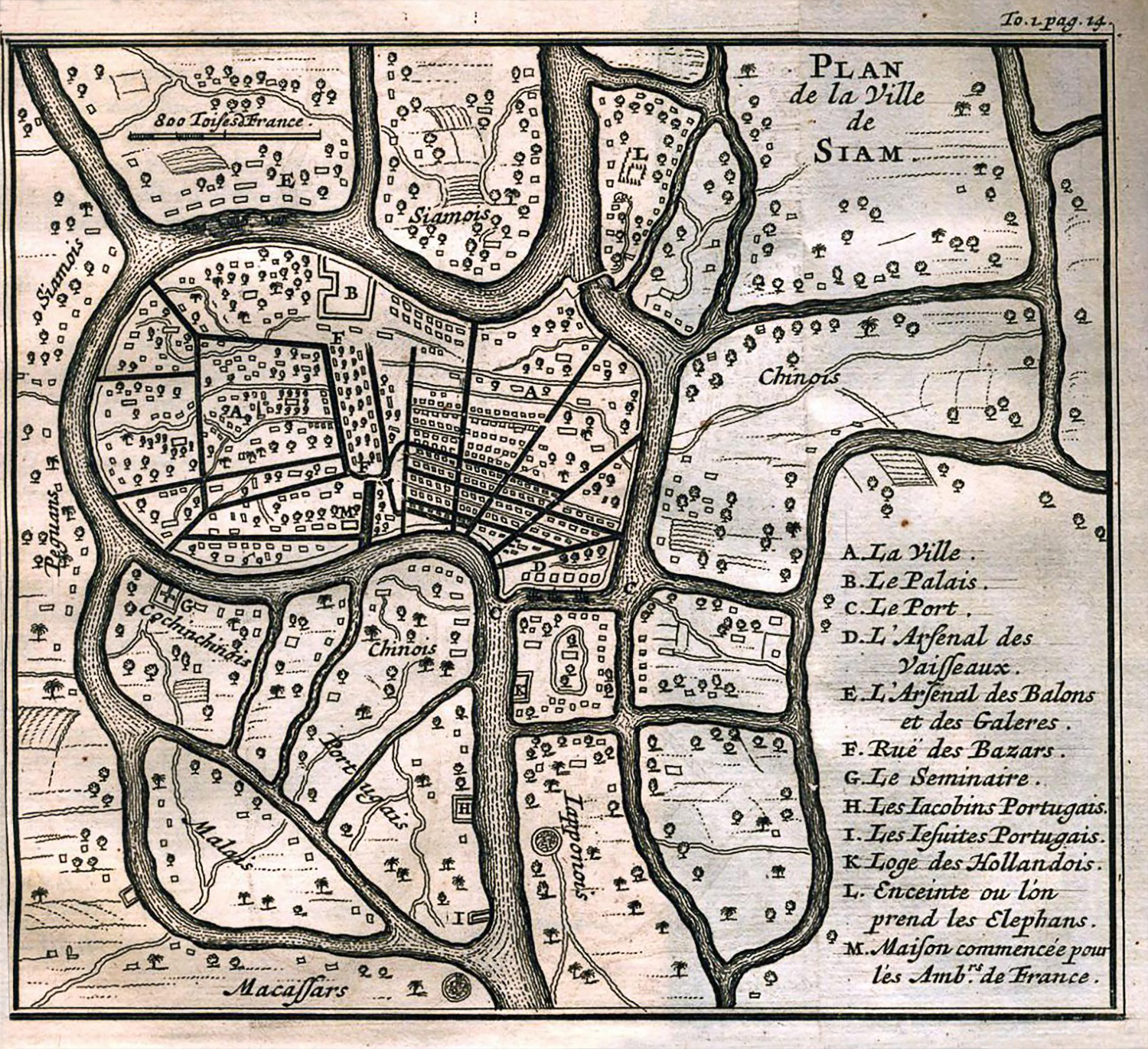
Карта XVII века столицы Аютии — Аютии.

- северных провинций и «левой» части населения
- казны, внешней торговли и сношений

В удельных крепостях наместниками были посажены принцы (родственники правителя).
При Прачае (1534—1546) при поддержке португальцев была совершена неудачная попытка покорить Чиенгмай, в столице началась борьба за власть, в которой победил Маха Чакрапат (1549—1569). На первый же год его правления выпала сложная битва на слонах с Туангу на границе сиамского государства. Она была проиграна, но наместник Сукхотаи, подошедший с войском, спас положение. В 1563 бирманцы вновь подошли к Аютии, которая откупилась большой данью. В 1568 году бирманцы снова ворвались на территорию государства, что совпало со смертью Маха Чакрапаты. Его преемнику Пра Махину пришлось сдать столицу в следующем году, в результате чего Аютия на 15 лет попала в зависимость от Туангу при сохранении широкой автономии.
В 1584 году, через четыре года после смерти Байиннауна, Упараджа Наресуан провозгласил независимость Аютии. Это воззвание привело к неоднократным вторжениям в Аютию со стороны Бирмы, которые сиамцы отбили в конечном счете, завершившись в поединке слонов между королем Наресуаном и бирманским наследником Минги Сва в 1593 году во время четвертой осады Аютии, в которой Наресуан лихо убил Минги Сва. Позже в том же году война вспыхнула снова (бирманско-сиамская война (1593—1600)), когда сиамцы вторглись в Бирму, сначала оккупировав провинцию Танинтайи на юго-востоке Бирмы в 1593 году, а затем города Мулмейн и Мартабан в 1594 году. В 1599 году сиамцы напали на город Пегу, но в конечном счете были изгнаны бирманскими повстанцами, которые убили бирманского короля Нанда Байина и захватили власть.
В 1613 году, после того как Анаукпетлун воссоединил Бирму и взял ее под свой контроль, бирманцы вторглись на удерживаемые сиамцами территории в провинции Танинтарии. Город Тавой удерживался некоторое время, пока его не вернули сиамские и португальские войска. В 1614 году бирманцы вторглись в Ланна, который в то время был вассалом Аютии. Борьба между бирманцами и сиамцами продолжалась до 1618 года, когда был заключен договор, положивший конец конфликту. В то время Бирма получила контроль над Ланна, а Аютия сохранила контроль над бирманской провинцией Танинтайи вплоть до города Тавой.
В 1662 году вновь вспыхнула война между Бирмой и Аютией (бирманско-сиамская война (1662—1664)), когда король Аютии Нарай попытался воспользоваться беспорядками в Бирме и взять под свой контроль Ланна. Бои вдоль границы между двумя противниками продолжались в течение двух лет, и в свое время Нараи захватил бирманские города Мартабан и Рангун. В конце концов у Нараи и сиамцев кончились припасы, и они вернулись домой в пределах своей границы.
В 1571 году усилившаяся местная наследственная администрация и торговый капитал начали борьбу за восстановление независимости. В 1584 году она была провозглашена Наресуаном (1584—1605). В 1593 году под власть Аютии вернулись Тенассерим и Мергуи, а также северные города. В 1599 году вассалом Сиама стал Чиенгмай. К смерти Наресуана территория Аютии была больше, чем до бирманского завоевания, включала Камбоджу и монское государство Пегу. При Экатотсарате (1605—1620) политическое господство над этими государствами укрепилось.

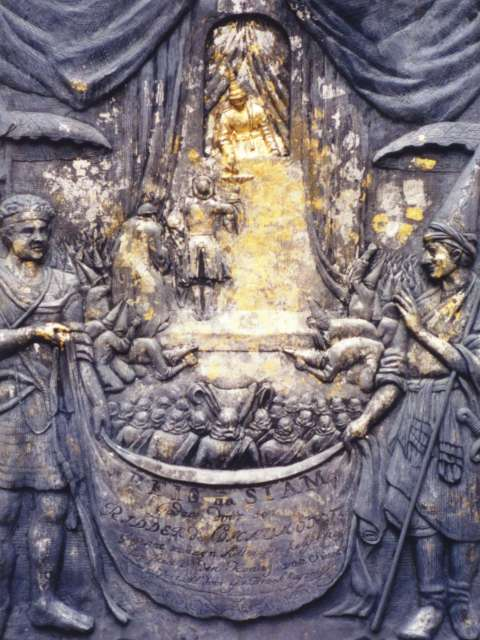
Нараи, принимающий французских послов.

При двух вышеназванных правителях и Сонгтаме (1620—1628) укрепили свои позиции старосты и старейшины деревень (кун), наследственно занимавшие местные административные посты, обеспечивавшие мобилизацию населения на государственные работы и в войско.
Росла иммиграция из других стран, например, торговцев-арабов. В 1604 году голландцы получили разрешение на открытие торговой фактории. Также в Аютии появились торговые семьи из Японии, при дворе была сформирована гвардия из японских воинов. Велась торговля с Китаем и Индией. В 1608 году Мориц Оранский принял в Гааге первое тайское посольство в Европу.
Государственные повинности стали заменять денежным выкупом. Был установлен денежный налог на рынки и лавки, 10%-ый налог на товары. Высока была роль буддийского духовенства.
В 1624 году в Аютии к власти пришла новая династия — Прасат Тонга («Династия Золотого дворца»). Прасат Тонг (1628—1656), в честь которого была названа новая династия и Нарай (1656—1688) ещё могли добиваться лояльности наместников. Их преемникам пришлось столкнуться с сепаратизмом.
В 1687 году Франция, после неудачной попытке иезуита Ташара обратить Нараю в католичество, отправило в Сиам посольство во главе с Ла Лубером, которому удалось заключить договор о торговле и торговых привилегиях. В следующем году французы направили в страну военную экспедицию, однако народное восстание, свергшее Нараю, привело к казни наследника Нараи и его советника, грека Константина Геракиса, и к бегству европейцев. Руководитель восстания Петрача (1689—1703) «закрыл» страну для заморских держав.

## XVIII век
В этот период система сактина возросла до 27 рангов. Самой многочисленной категорией оставались «прай». Первой страной, с которой была восстановлена торговля, стал Китай.
После смерти внука Петрача Тайсра (1709—1733), который назначил своим соправителем брата Боромакота (1733—1758) в стране развернулась гражданская война, в итоге победил Боромакот. Также во время одного из его паломничеств представители китайской общины пытались устроить переворот. При Боромакоте произошёл расцвет тайской культуры.
В середине XVIII века произошло ухудшение положения землевладельцев («прай»), распространился бандитизм. Преемник Боромакота Экатхат (1758—1767) принимал меры по поддержанию торговли.
В 1759 году Бирма предприняла первую попытку захватить Аютию. В 1767 году столица была взята и сожжена. Борьбу за независимость возглавил наместник провинции Так Пья Таксин, уже в 1768 году он создал новое сиамское государство Тхонбури.

## Экономика
Тайцы никогда не испытывали недостатка в богатой пище. Крестьяне сажали рис для собственного потребления и уплаты налогов. Все, что осталось, использовалось для поддержки религиозных учреждений. С XIII по XV вв., тем не менее, трансформация происходила в тайской выращивания риса. В высокогорье, где осадки должны были дополняться системой орошения, чтобы контролировать уровень воды в затопленных полях, тайцы сеяли клейкий рис, который до сих пор является основным продуктом питания в географических регионах Севера и северо-востока. Но в пойме Чао Прайя фермеры обращались к другой разновидности риса — так называемому плавающему рису, тонкому, неклеевому зерну, привезенному из Бенгалии,-который рос достаточно быстро, чтобы успевать за подъемом уровня воды на равнинных полях.
Новый сорт рос легко и обильно, производя излишки, которые можно было дешево продать за границу. Аютия, расположенная на южной оконечности поймы, стала центром экономической деятельности. Под королевским покровительством барщинные рабочие рыли каналы, по которым рис доставлялся с полей на корабли короля для экспорта в Китай. В ходе этого процесса дельта Чао Прайя-грязевые равнины между морем и твердой землей, до сих пор считавшиеся непригодными для обитания, — была мелиорирована и обработана. По традиции король должен был совершить религиозную церемонию, чтобы благословить посев риса.

### Торговля
Торговля с европейцами была оживленной в XVII веке. На самом деле европейские купцы обменивали свои товары, главным образом современное оружие, такое как винтовки и пушки, на местные продукты из внутренних джунглей, такие как сапан (лит. «мост») лес, оленья шкура и рис. Томе Пиреш, португальский путешественник, упоминал в XVI веке, что Аютия, или Одия, была «богата хорошими товарами». Большинство иностранных купцов, приезжавших в Аютию, были европейцами и китайцами, и власти взимали с них налоги. В королевстве было изобилие риса, соли, сушеной рыбы, арака и овощей.
Торговля с иностранцами, главным образом голландцами, достигла своего пика в XVII веке. Аютия стала главным пунктом назначения для купцов из Китая и Японии. Было очевидно, что иностранцы начали принимать участие в политике королевства. Короли Аютии нанимали иностранных наемников, которые иногда вступали в войны с врагами королевства. Однако после чистки французов в конце XVII века основными торговцами с Аютией были китайцы. Голландцы из голландской Ост-Индской компании (Vereenigde Oost-Indische Compagnie или VOC) все еще были активны. Экономика Аютии быстро падала в XVIII веке, пока бирманское вторжение не привело к полному краху экономики Аютии в 1788 году.

### Контакты с Западом
В 1511 году, сразу после завоевания Малакки, португальцы направили дипломатическую миссию во главе с Дуарте Фернандесом ко двору короля Раматибоди II. Установив дружественные отношения между Португалией и королевством Сиам, они возвратились с сиамским посланником, который привез подарки и письма королю Португалии. Португальцы были первыми европейцами, посетившими эту страну. Через пять лет после этого первого контакта Аютия и Португалия заключили договор, дающий португальцам разрешение на торговлю в королевстве. Аналогичный договор в 1592 году дал голландцам привилегированное положение в торговле рисом.
Иностранцы были радушно приняты при дворе Нарая (1657—1688), правителя с космополитическим мировоззрением, который, тем не менее, остерегался внешнего влияния. С Японией были налажены важные торговые связи. Голландским и английским торговым компаниям было разрешено создавать фабрики, а тайские дипломатические миссии были направлены в Париж и Гаагу. Поддерживая эти связи, тайский двор умело разыгрывал голландцев против англичан и французов, избегая чрезмерного влияния одной державы.
Однако в 1664 году голландцы применили силу, чтобы добиться заключения договора, предоставляющего им экстерриториальные права, а также более свободный доступ к торговле. По настоянию своего министра иностранных дел, греческого авантюриста Константина Фалкона, Нарай обратился за помощью к Франции. Французские инженеры построили укрепления для тайцев и построили новый дворец в Лопбури для Нарая. Кроме того, французские миссионеры занимались образованием и медициной и привезли в страну первый печатный станок. Личный интерес Людовика XIV был вызван сообщениями миссионеров, предполагавших, что Нарай может быть обращен в христианство.
Французское присутствие, поощряемое Фалконом, однако, вызвало негодование и подозрения тайской знати и буддийского духовенства. Когда распространился слух, что Нарай умирает, генерал Петрача (правил в 1688—1693 годах) устроил государственный переворот, сиамскую революцию 1688 года, захватил трон, убил назначенного наследника, христианина, и приказал казнить Фалкона вместе с несколькими миссионерами. Затем он изгнал оставшихся иностранцев. Некоторые исследования говорят, что Аютия начал период отчуждения от западных торговцев, в то же время приветствуя больше китайских торговцев. Но другие недавние исследования утверждают, что из-за войн и конфликтов в Европе в середине XVIII века европейские купцы сократили свою деятельность на востоке. Однако было очевидно, что голландская Ост-Индская компания или VOC все еще вела бизнес в Аютие, несмотря на политические трудности.
Тем временем в Аютии была основана японская колония. Колония активно вела торговлю, в частности экспортировала в Японию оленьи шкуры и сафановое дерево в обмен на Японское серебро и японские изделия ручной работы (мечи, лакированные шкатулки, высококачественную бумагу). У Аютии Япония заинтересовалась покупкой китайских шелков, а также оленьих шкур и шкур луковиц или акул (из которых делали нечто вроде шагреневой кожи для рукоятей японских мечей и ножен).
В японских кварталах Аютии проживало около 1500 японцев (по некоторым оценкам, около 7000). Община называлась по-тайски Бан Ипун, и возглавлял ее японский вождь, назначенный тайскими властями. По-видимому, это была комбинация торговцев, христианских новообращенных (киришитан), бежавших из своей родной страны в различные страны Юго-Восточной Азии после преследований Тоётоми Хидэёси и Токугавы Иэясу, и безработных бывших самураев, которые были на проигравшей стороне в битве при Сэкигахаре.